# 蛇島弓趾虎
蛇島弓趾虎（Nactus serpensinsula），又名蛇島弓壁虎，是毛里裘斯特有的一種壁虎，现被列为IUCN红色名录易危物种，但种群数量较为稳定。
该物种是单型物种，仅见于毛里求斯的蛇岛。在毛里求斯本岛，该物种仅有化石发现。龙德岛弓趾虎原为其亚种，2000年被提升为单独的物种。

## 保育狀況
其被列為《瀕危野生動植物種國際貿易公約》附錄二的物種，被限制出口及貿易。